# Luật Việc làm 2013
Luật Việc làm 2013 (số ký hiệu: 38/2013/QH13, tên quốc tế: 2013 Law on Employment) là văn bản quy phạm pháp luật quy định về lĩnh vực việc làm của Việt Nam, là đạo luật cụ thể định nghĩa việc làm là nhu cầu cơ bản của người lao động để đảm bảo cuộc sống và sự phát triển toàn diện, ban hành hướng tới mục đích hỗ trợ tạo việc làm, đảm bảo quyền bình đẳng về việc làm cho mọi người lao động ở Việt Nam. Ban đầu, lĩnh vực việc làm được nhắc tới trong nhiều đạo luật như Bộ luật Lao động, Luật Dạy nghề, Luật Bảo hiểm xã hội theo hướng đề cập chung, không có luật chuyên ngành, việc thực hiện chủ yếu được tiến hành dựa trên văn bản dưới luật như nghị định, thông tư. Những năm 2010, với chức năng quản lý nhà nước về việc làm, Bộ Lao động – Thương binh và Xã hội bắt đầu nghiên cứu, đánh giá rồi đề nghị xây dựng một đạo luật riêng về việc làm, trên cơ sở Hiến pháp, chủ trương của Đảng Cộng sản, và đặc biệt là tình hình biến động liên tục nhưng lại thiếu quy phạm điều chỉnh của vấn đề về việc làm của Việt Nam. Theo đó, trải qua quá trình xây dựng, với nhiều lần thẩm định, thẩm tra, chỉnh lý, từng bị giảm thiểu từ 128 điều còn 62 điều, Luật Việc làm trở thành luật chuyên ngành về lĩnh vực này được ban hành năm 2013 bởi Quốc hội Việt Nam khóa XIII, có hiệu lực từ ngày 1 tháng 1 năm 2015.
Luật gồm 7 chương, 62 điều, quy định các vấn đề chính sách hỗ trợ tạo việc làm, dịch vụ việc làm, thông tin thị trường lao động, chứng chỉ kỹ năng nghề quốc gia, bảo hiểm thất nghiệp và quản lý nhà nước về việc làm. Theo đó, luật hướng tới các đối tượng là người lao động từ 15 tuổi trở lên, không kể công dân Việt Nam hay người nước ngoài làm việc ở Việt Nam, và cùng với các chủ thể sử dụng người lao động. Luật định hướng các biện pháp để người lao động và việc làm trở nên dễ dàng hơn trong quá trình tiếp cận lẫn nhau, bảo vệ quỹ hỗ trợ việc thất nghiệp theo hướng giúp người lao động sớm trở lại với lao động, bên cạnh đó quy định về các vấn đề thị trường, quản lý thị trường, thủ tục hành chính thúc đẩy phát triển chất lượng việc làm, kỹ năng nghề quốc gia.

## Bối cảnh
Việt Nam vào những năm 90 của thế kỷ XX đã đưa nội dung về việc làm vào Hiến pháp, cụ thể Hiến pháp 1992, sửa đổi bổ sung năm 2002 khẳng định:
...Lao động là quyền và nghĩa vụ của công dân. Nhà nước và xã hội có kế hoạch tạo ngày càng nhiều việc làm cho người lao động.
Các đạo luật giai đoạn này như Bộ luật Lao động 1994, Luật Bảo hiểm xã hội 2006, Luật Người lao động Việt Nam đi làm việc ở nước ngoài theo hợp đồng 2006 và các văn bản hướng dẫn thi hành đã có một số điều chỉnh các quan hệ về việc làm như trách nhiệm của nhà nước trong việc tạo việc làm, chương trình quốc gia về việc làm, chính sách hỗ trợ tạo việc làm, cho vay vốn tạo việc làm, quy định về tổ chức giới thiệu việc làm, vấn đề về yếu tố nước ngoài như xuất khẩu lao động, người nước ngoài làm việc tại Việt Nam, và việc làm đối với các đối tượng đặc thù như lao động nữ, lao động là người khuyết tật, bảo hiểm thất nghiệp. Lĩnh vực này được quản lý chủ yếu bởi Bộ Lao động – Thương binh và Xã hội (MOLISA), vào năm 2010, cơ quan này đã báo cáo việc nghiên cứu, thống kê về việc làm, theo đó kết luận rằng với sự hình thành và phát triển thị trường lao động trong nền kinh tế thị trường ở nam, nữ, các quan hệ việc làm ngày càng phát triển về số lượng, đa dạng về hình thức, khiến cho quá trình thực hiện các chính sách, pháp luật về việc làm bộc lộ nhiều hạn chế.

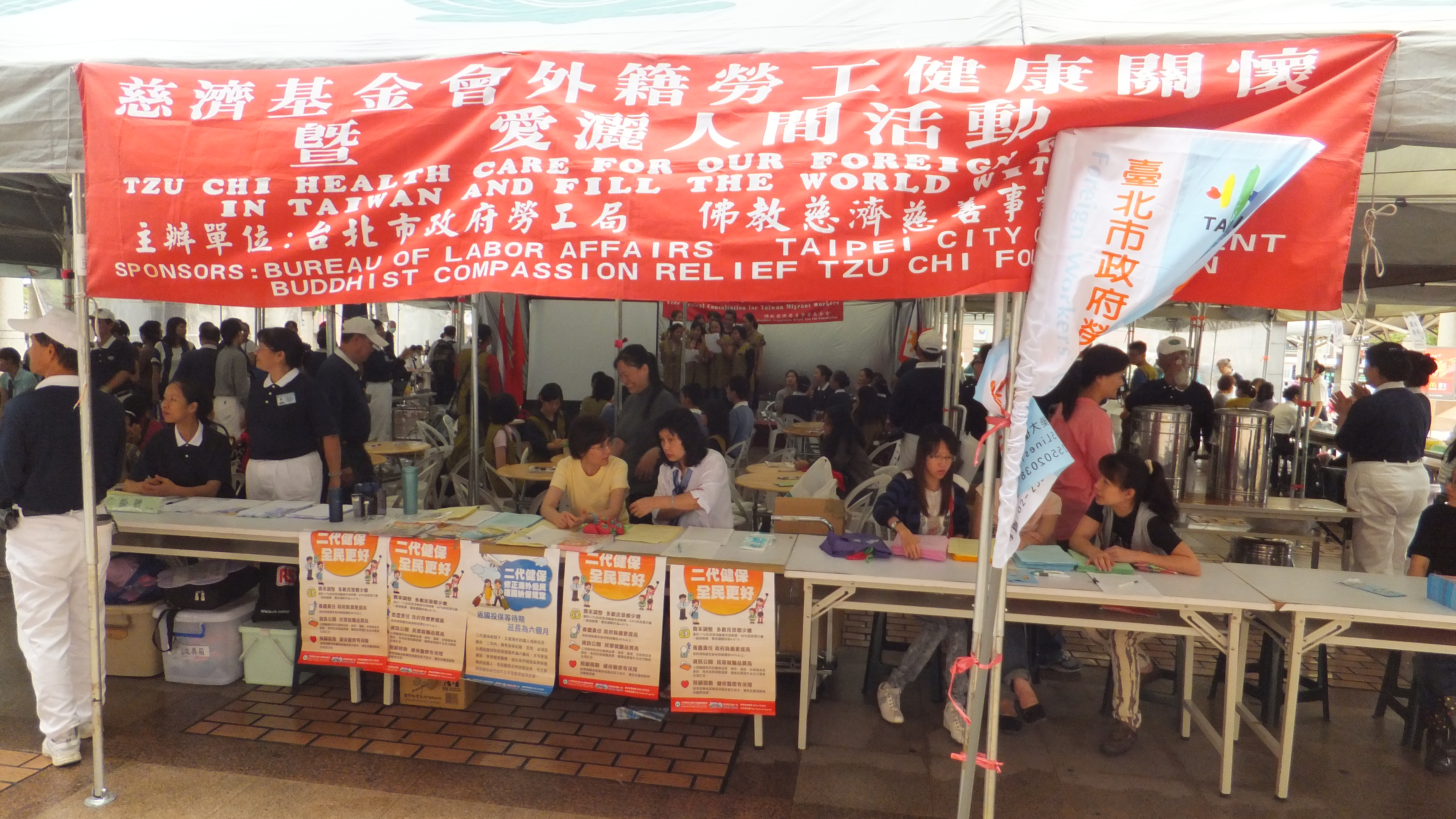
Một hoạt động kiểm tra sức khỏe để nhận lao động xuất khẩu tại Đài Loan năm 2011, thị trường xuất khẩu lao động lớn nhất của Việt Nam những năm 2010.

Bộ nhận định rằng các đạo luật lao động còn tản mạn, chưa đồng bộ, nắm ở nghị định, quyết định, thông tư khiến tính pháp lý chưa cao, khó triển khai. Bên cạnh đó, hệ thống luật chủ yếu điều chỉnh quan hệ việc làm của những người lao động có quan hệ lao động – lao động làm công ăn lương chiếm 33,8% tổng số lao động đang làm việc trong nền kinh tế – trong khi đó Việt Nam có tới 32,7 triệu lao động, chiếm 67,2% tổng số lao động đang làm việc trong nền kinh tế không có quan hệ lao động, và số lao động này chưa được quản lý, chưa có các chính sách hỗ trợ, bảo đảm việc làm và an sinh xã hội. Về quản lý lao động, vào thời điểm này được thực hiện thông qua sổ lao động, với đối tượng là lao động có quan hệ lao động, vừa thiếu hụt đối với người lao động tự do không có quan hệ lao động, vừa không theo kịp được những tiến bộ khoa học công nghệ. Bên cạnh đó, MOLISA đánh giá tình trạng di cư lao động từ nông thôn ra thành thị tăng nhanh, cân đối cung – cầu lao động bị ảnh hưởng, lao động khu vực phi chính thức ngày càng nhiều, việc ban hành các chính sách hỗ trợ, bảo đảm việc làm là vô cùng cấp thiết.
Bên cạnh đó, hệ thống luật chưa điều chỉnh các vấn đề như: xây dựng, khai thác và quản lý thông tin thị trường lao động, hoạt động giao dịch việc làm trên mạng thông tin, quyền và nghĩa vụ của các bên tham gia thị trường lao động, quyền và nghĩa vụ của các bên trước khi giao kết hợp đồng lao động dẫn đến những tranh chấp không cần thiết, gây thiệt thòi cho người lao động, doanh nghiệp và xã hội; chính sách bảo hiểm việc làm chưa thể hiện thành một chính sách riêng, chưa có những quy định về trách nhiệm của người lao động, người sử dụng lao động trong việc có kế hoạch, phương án dự phòng những bất trắc xảy ra trong việc làm. Đồng thời, với việc Việt Nam đã và đang tiếp tục tham gia hội nhập kinh tế quốc tế thì vấn đề thị trường lao động Việt Nam sẽ phần nào bị tác động bởi thị trường lao động quốc tế, các điều ước quốc tế mà đặc biệt nằm trong hệ thống Tổ chức Lao động Quốc tế (ILO) đều có những đề cập đến vấn đề việc làm.

## Soạn thảo, ban hành

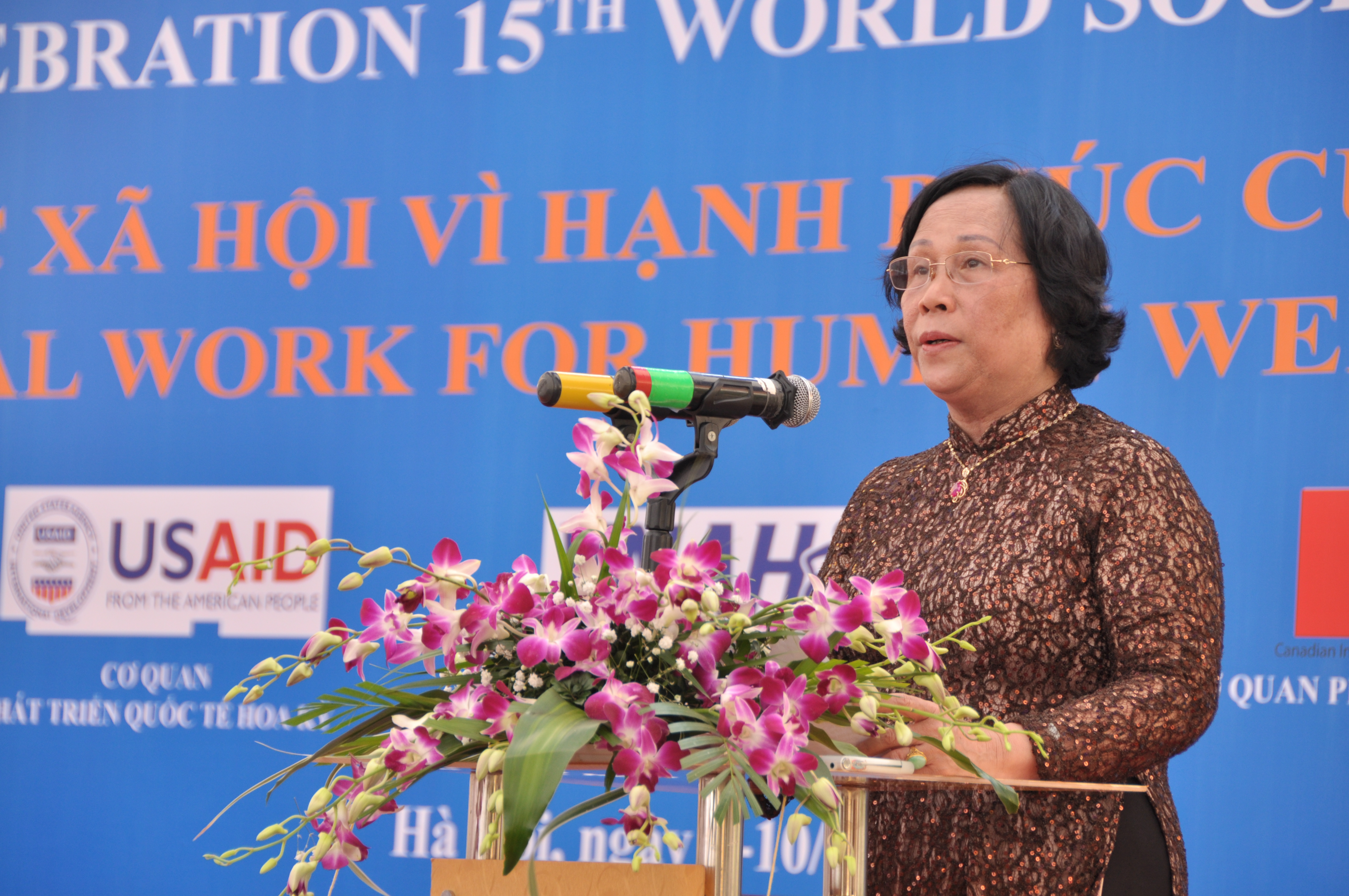
Bộ trưởng MOLISA Phạm Thị Hải Chuyền phát biểu tại sự kiện lao động năm 2012, trong giai đoạn soạn thảo Luật Việc làm 2013.

Năm 2011, trên cơ sở các nghiên cứu, đánh giá về lĩnh vực việc làm, hệ thống pháp luật về việc làm, quản lý nhà nước về việc làm, đề nghị xây dựng một đạo luật riêng về vấn đề này được thông qua, giao cho MOLISA trực tiếp chủ trình soạn thảo, trên các cơ sở chủ trương chính trị, tình hình xã hội. Dự thảo cụ thể hoá Hiến pháp 1992, thể chế hoá các văn kiện nghị quyết Đại hội Đảng lần thứ X, lần thứ XI của Đảng Cộng sản Việt Nam, chiến lược phát triển kinh tế – xã hội 2011–20, bên cạnh đó là đổi mới quản lý nhà nước về việc làm, phát triển thị trường lao động linh hoạt. Dự thảo hoàn thiện chính sách việc làm, thị trường lao động với các mục tiêu thu thập, phân tích và phổ biến thông tin thị trường lao động; cung cấp dịch vụ việc làm cho người tìm việc và người sử dụng lao động; phát triển kỹ năng làm việc của người lao động phù hợp với nhu cầu của thị trường lao động; và hỗ trợ nhằm ngăn chặn tình trạng thất nghiệp và thiếu việc làm thông qua bảo đảm thu nhập. Dự thảo cũng tiến hành pháp điển hoá quy phạm về việc làm, tổng kết thực tiễn áp dụng chính sách pháp luật về việc làm từ năm 1994 cho đến khi bắt đầu soạn thảo, bổ sung những quy định mới cần thiết phù hợp với cơ chế thị trường. Bên cạnh đó là tham khảo và tiếp thu có chọn lọc kinh nghiệm chính sách việc làm của các quốc gia trên thế giới, thông lệ quốc tế và nội dung của các điều ước quốc tế mà Việt Nam đã phê chuẩn hoặc tham gia như Công ước về Trả công bình đẳng nam nữ 1951 (ILO 100), Công ước về Phân biệt đối xử trong lao động 1958 (ILO 111), Công ước về Tái thích ứng lao động của người khuyết tật 1959 (ILO 159), Công ước về Chính sách việc làm 1964 (ILO 122); Công ước về Dịch vụ việc làm 1948 (ILO 88), Công ước về Tổ chức việc làm tư nhân 1997 (ILO 181), Công ước về Quy phạm an sinh xã hội 1952 (ILO 102), và Công ước về Xúc tiến việc làm và bảo vệ chống thất nghiệp 1988 (ILO 168).
Ban soạn thảo đạo luật này với trưởng ban là Bộ trưởng MOLISA Phạm Thị Hải Chuyền, tiến hành xin ý kiến từ nhiều cộng đồng người lao động, rồi xin ý kiến Ủy ban Thường vụ Quốc hội khóa XIII tại kỳ họp thứ 5 vào ngày 5 tháng 10 năm 2012. Tuy nhiên, tại kỳ họp này, dự thảo với 11 chương, 128 điều đã nhận nhiều ý kiến trái chiều, phản đối khi số lượng điều khoản lớn, chồng chéo với các đạo luật khác đã được thông qua, chẳng hạn như theo quan điểm của Chủ nhiệm Ủy ban Các vấn đề xã hội của Quốc hội Trương Thị Mai thì thuật ngữ "bảo hiểm việc làm" là thuật ngữ mới, trong khi trước đó đã có thuật ngữ "bảo hiểm thất nghiệp" với tính chất tương tự. Sau đó, dự thảo được chỉnh sửa, giảm mạnh hơn 60 điều khoản, sau đó hơn 1 năm vào ngày 16 tháng 11 thì được thông qua tại kỳ họp thứ 6 của Quốc hội khóa XIII.

## Cấu trúc
Luật có 7 chương, 62 điều, là đạo luật riêng quy định cụ thể về lĩnh vực việc làm ở Việt Nam, thay thế các quy định về bảo hiểm thất nghiệp của Luật Bảo hiểm xã hội 2006, vấn đề về đánh giá, cấp chứng chỉ kỹ năng nghề quốc gia của chương IX, Luật Dạy nghề 2006, có hiệu lực thi hành từ ngày 1 tháng 1 năm 2015.
| Chương | Tên                                           | Điều  | Tổng |
| ------ | --------------------------------------------- | ----- | ---- |
| I      | Những quy định chung                          | 1–9   | 9    |
| II     | Chính sách hỗ trợ tạo việc làm                | 10–22 | 13   |
| III    | Thông tin thị trường lao động                 | 14–28 | 6    |
| IV     | Đánh giá, cấp chứng chỉ kỹ năng nghề quốc gia | 29–35 | 7    |
| V      | Tổ chức và hoạt động dịch vụ việc làm         | 36–40 | 5    |
| VI     | Bảo hiểm thất nghiệp                          | 41–59 | 19   |
| VII    | Điều khoản thi hành                           | 60–62 | 3    |
| 7      | Tổng cộng                                     | 62    | 62   |

## Quy định chung
Luật Việc làm 2013 định nghĩa "người lao động" là công dân Việt Nam từ đủ 15 tuổi trở lên, có khả năng lao động và có nhu cầu làm việc, xác định "việc làm" là hoạt động lao động tạo ra thu nhập mà không bị pháp luật cấm. Đối tượng áp dụng là người lao động, bao gồm cả người lao động đang có việc làm – tự làm cho bản thân, làm cho người khác – và người lao động chưa có việc làm nhưng có nhu cầu làm việc; người lao động nước ngoài làm việc tại Việt Nam; và cơ quan, doanh nghiệp, đơn vị, tổ chức và cá nhân sử dụng lao động có liên quan đến việc làm. Phạm vi điều chỉnh của luật hướng tới 7 nhóm vấn đề lớn, gồm phát triển việc làm; thông tin thị trường lao động, nhằm mục tiêu hình thành một cơ sở dữ liệu, một mạng lưới thông tin thị trường lao động phục vụ cho việc xây dựng chính sách, quản lý các nguồn lực quốc gia, phục vụ kết nối cung – cầu lao động; quản lý lực lượng lao động thông qua theo dõi, nắm chắc chỉ số, hình thành dữ liệu điện tử về quá trình lao động; phát triển kỹ năng nghề; dịch vụ việc làm nhằm kết nối cung – cầu lao động, cấp những sản phẩm dịch vụ về việc làm; tuyển, đăng ký sử dụng lao động để phục vụ cho kế hoạch đào tạo, phát triển nguồn nhân lực; và bảo hiểm việc làm nhằm ngăn ngừa nạn thất nghiệp và trợ giúp người thất nghiệp ổn định cuộc sống, sớm quay trở lại với thị trường lao động.

## Hỗ trợ việc làm

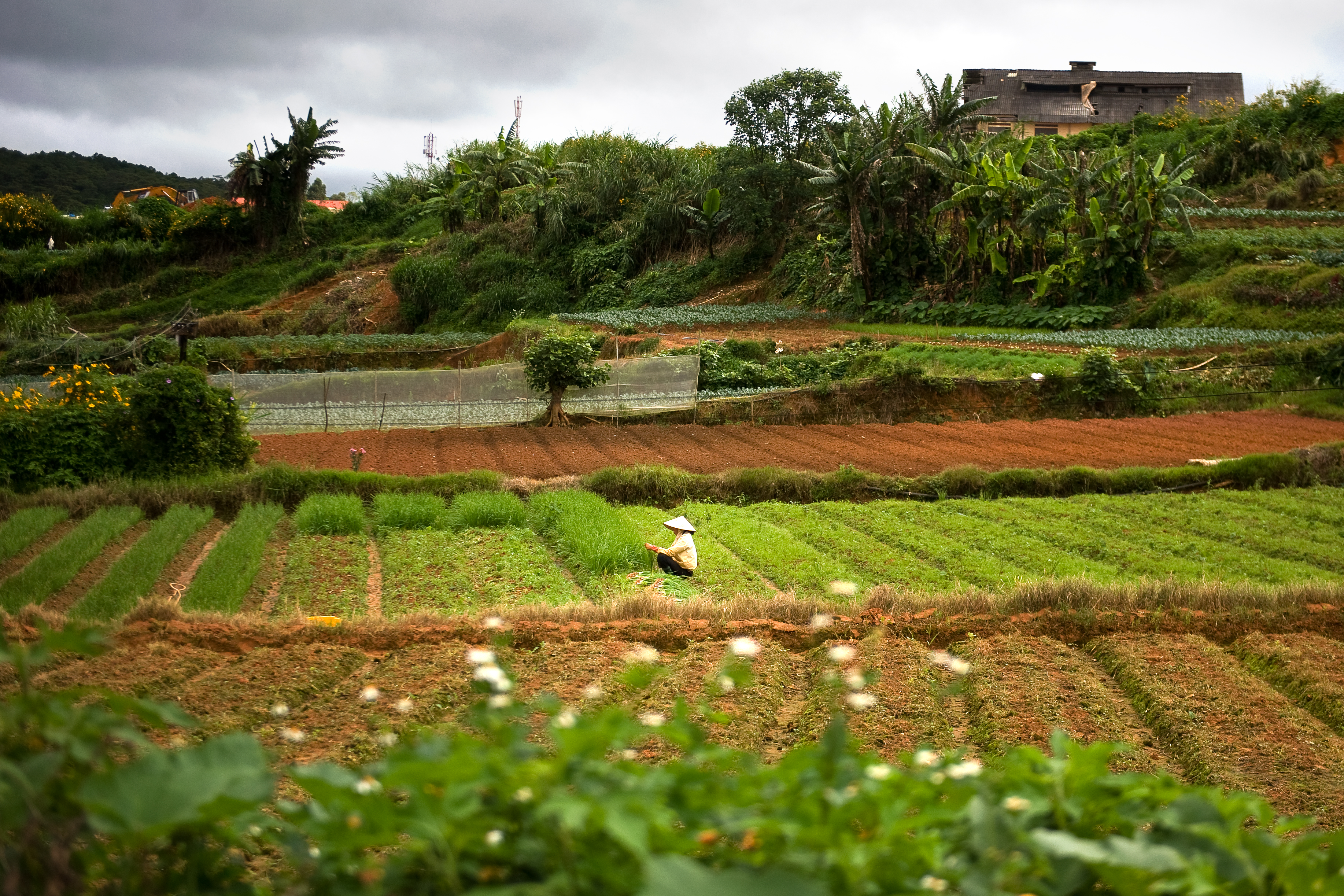
Người lao động nông nghiệp tại nông trại ở Đà Lạt, vùng nông nghiệp trù phú với những sản phẩm rau và hoa, đồng thời thu hút nhiều lao động từ các địa phương khác.

Chính sách hỗ trợ tạo việc làm bao gồm tín dụng ưu đãi tạo việc làm; chuyển dịch việc làm cho người lao động ở khu vực nông thôn; việc làm công; và chính sách khác. Theo đó, tín dụng ưu đãi tạo việc làm thể hiện ở việc luật cụ thể hóa đối tượng được vay vốn từ Quỹ quốc gia về việc làm, bao gồm doanh nghiệp nhỏ và vừa (SMEs), hợp tác xã, tổ hợp tác, hộ kinh doanh, người lao động. Nếu đối tượng vay vốn này sử dụng nhiều lao động là người khuyết tật, người dân tộc thiểu số thì được ưu tiên áp dụng mức lãi suất thấp hơn. Về điều kiện vay vốn, đối tượng vay là SMEs, hợp tác xã phải có dự án vay vốn khả thi tại địa phương, phù hợp với ngành, nghề sản xuất kinh doanh, thu hút thêm lao động vào làm việc ổn định, tuân thủ thủ tục hành chính và phải có bảo đảm tiền vay. Nếu tối tượng vay là người lao động thì phải có năng lực hành vi dân sự đầy đủ, có nhu cầu vay vốn để tự tạo việc làm, và cư trú hợp pháp tại địa phương nơi thực hiện dự án. Việc hỗ trợ chuyển dịch việc làm cho người lao động ở khu vực nông thôn được thực hiện thông qua việc hỗ trợ học nghề, tư vấn, giới thiệu việc làm và vay vốn từ Quỹ quốc gia về việc làm nhằm nâng cao chất lượng lao động, tạo việc làm, tăng thu nhập cho lao động nông thôn, hướng tới chuyển dịch cơ cấu lao động và cơ cấu kinh tế nông thôn theo hướng phi nông nghiệp. Đồng thời, hỗ trợ các đối tượng kinh doanh để khuyến khích giải quyết việc làm tại chỗ cho người lao động ở khu vực nông thôn.
Với chính sách việc làm công, đây là chính sách mới nhằm cung cấp việc làm tạm thời có trả công cho người lao động thông qua việc thực hiện dự án hoặc hoạt động sử dụng vốn nhà nước gắn với các chương trình phát triển kinh tế – xã hội trên địa bàn cấp xã, gồm: xây dựng cơ sở hạ tầng phục vụ sản xuất nông nghiệp, lâm nghiệp, ngư nghiệp và diêm nghiệp; xây dựng cơ sở hạ tầng công cộng; bảo vệ môi trường; ứng phó với biến đổi khí hậu; các dự án, hoạt động phục vụ cộng đồng tại địa phương. Việc thực hiện chính sách việc làm công sẽ góp phần quan trọng giải quyết việc làm tại chỗ cho người lao động song song với việc nâng cao hiệu quả sử dụng vốn nhà nước, chất lượng công trình với sự tham gia trực tiếp của người dân. Ngoài ra, có các chính sách hỗ trợ khác như khuyến khích và hỗ trợ đưa người lao động đi làm việc làm ở nước ngoài theo hợp đồng, ưu tiên đối với lao động là người dân tộc thiểu số, người thuộc hộ nghèo, hộ cận nghèo hoặc hộ bị thu hồi đất nông nghiệp, thân nhân của người có công với cách mạng. Để hỗ trợ tạo việc làm cho thanh niên, luật cũng quy định các chính sách vê tư vấn, định hướng nghề nghiệp và giới thiệu việc làm miễn phí cho thanh niên; đào tạo nghề gắn với tạo việc làm cho thanh niên hoàn thành nghĩa vụ quân sự, nghĩa vụ công an, thanh niên tình nguyện hoàn thành nhiệm vụ thực hiện chương trình, dự án phát triển và hỗ trợ thanh niên lập nghiệp, khởi sự doanh nghiệp.

## Thị trường, hành chính, tổ chức
Vấn đề hành chính lĩnh vực việc làm được luật định gồm thông tin thị trường lao động, chứng chỉ kỹ năng nghề, và dịch vụ việc làm. Lần đầu tiên thông tin thị trường lao động được quy định trong văn bản luật, bao gồm: tình trạng, xu hướng việc làm; thông tin về cung cầu lao động, biến động cung cầu lao động trên thị trường lao động; thông tin về lao động là công dân nước ngoài làm việc tại Việt Nam và người lao động Việt Nam đi làm việc ở nước ngoài theo hợp đồng và thông tin về tiền lương, tiền công. Luật định việc đánh giá, cấp chứng chỉ kỹ năng nghề quốc gia nhằm công nhận cấp độ kỹ năng nghề nghiệp, trình độ tay nghề của người lao động và người lao động được tham gia đánh giá, cấp chứng chỉ kỹ năng nghề quốc gia để hoàn thiện năng lực nghề nghiệp, tìm công việc phù hợp hoặc công việc yêu cầu phải có chứng chỉ kỹ năng nghề quốc gia. Còn về dịch vụ việc làm thì về cơ bản được kế thừa, có sửa đổi, bổ sung và cụ thể hóa các quy định của Bộ luật Lao động 2012 về tổ chức và hoạt động của tổ chức dịch vụ việc làm nhằm bảo đảm xã hội hóa trong hoạt động dịch vụ việc làm. Luật quy định tổ chức dịch vụ việc làm bao gồm trung tâm dịch vụ việc làm và doanh nghiệp hoạt động dịch vụ việc làm, trong đó trung tâm dịch vụ việc làm là đơn vị sự nghiệp công lập, bao gồm 2 loại hình: trung tâm do cơ quan quản lý nhà nước và trung tâm do tổ chức chính trị – xã hội thành lập.

## Bảo hiểm thất nghiệp
Luật định chính sách bảo hiểm thất nghiệp trên cơ sở kế thừa các quy định về bảo hiểm thất nghiệp của Luật Bảo hiểm xã hội và sửa đổi, bổ sung các quy định để đảm bảo phù hợp với tình hình mới, thực hiện tốt mục tiêu nhanh chóng đưa người thất nghiệp quay trở lại thị trường lao động, đồng thời, tạo thuận lợi cho người lao động tham gia chính sách bảo hiểm thất nghiệp. Đối tượng cũng loại hình bảo hiểm này là người lao động làm việc theo hợp đồng lao động hoặc hợp đồng làm việc không xác định thời hạn, hoặc xác định thời hạn hoặc hợp đồng lao động theo mùa vụ, hoặc theo công việc nhất định có thời hạn từ đủ 3–12 tháng, và mọi người sử dụng lao động. Trong luật, chế độ bảo hiểm thất nghiệp gồm trợ cấp thất nghiệp; hỗ trợ tư vấn, giới thiệu việc làm; hỗ trợ học nghề, đồng thời, bổ sung chế độ hỗ trợ doanh nghiệp đào tạo, bồi dưỡng, nâng cao trình độ, kỹ năng nghề để duy trì việc làm cho người lao động. Ngoài ra luật còn quy định cụ thể về điều kiện, trình tự, thủ tục hưởng bảo hiểm thất nghiệp theo hướng tiếp thu, kế thừa các quy định hiện hành và sửa đổi, bổ sung các quy định mới đảm bảo phù hợp hơn, tiến bộ hơn. Quỹ bảo hiểm thất nghiệp giữ nguyên quy định hiện hành trong Luật Bảo hiểm xã hội, nhưng có tiếp thu, sửa đổi quy định về mức hỗ trợ của theo hướng nhà nước hỗ trợ tối đa 1% quỹ tiền lương tháng đóng bảo hiểm thất nghiệp của những người lao động tham gia bảo hiểm thất nghiệp căn cứ tình hình kết dư quỹ từng thời kỳ, được nhà nước bảo hộ.